# نیت بارگتسی
ناتانائل بارگِتسی (انگلیسی: Nathanael Bargatze; ‎/bɑːrˈɡɛtsi/‎ bar-GET-see، زادهٔ ۲۵ مارس ۱۹۷۹) استندآپ کمدین آمریکایی است. او به خاطر سبک اجرای خشک و یکنواخت مورد توجه قرار گرفته است. بارگتسی پرفروش‌ترین استندآپ کمدین سال ۲۰۲۴ بود و بیش از یک میلیون بلیت برای اجراهایش به فروش رفت.

## فیلم‌شناسی

### فیلم
| سال  | عنوان  | نقش  | توضیحات                    | منابع |
| ---- | ------ | ---- | -------------------------- | ----- |
| ۲۰۲۶ | نان‌آور | خودش | همچنین نویسنده و تهیه‌کننده |       |

### تلویزیون
| سال        | عنوان                                        | نقش                | توضیحات                                                   | منابع |
| ---------- | -------------------------------------------- | ------------------ | --------------------------------------------------------- | ----- |
| ۲۰۰۸–۲۰۰۹  | آخر شب با کونان اوبراین                      | خودش               | ۲ قسمت                                                    | [ ۶ ] |
| ۲۰۱۱–۲۰۱۳  | کونان                                        | خودش / مهمان کامیک | ۳ قسمت                                                    | [ ۶ ] |
| ۲۰۱۳       | آخرشب با جیمی فلن                            | خودش (مهمان)       | ۲ قسمت                                                    | [ ۶ ] |
| ۲۰۱۴–۲۰۲۳  | برنامه امشب با اجرای جیمی فلن                | خودش (مهمان)       | ۱۳ قسمت                                                   | [ ۶ ] |
| ۲۰۱۴       | مارون                                        | خودش               | قسمت: «رادیو کابوی»                                       | [ ۶ ] |
| ۲۰۱۷       | د استندآپس                                   | خودش (استندآپ)     | ۱ قسمت: «نیت بارگتسی»                                     | [ ۶ ] |
| ۲۰۲۳       | آخر شب با ست مایرز                           | خودش (مهمان)       | ۲ قسمت                                                    | [ ۶ ] |
| ۲۰۲۳, ۲۰۲۴ | پخش زنده شنبه شب                             | خودش (میزبان)      | قسمت‌های: «نیت بارگتسی / فو فایترز» «نیت بارگتسی / کلدپلی» | [ ۷ ] |
| ۲۰۲۴       | جان مولانی تقدیم می‌کند: همه در لس‌آنجلس هستند | خودش (مهمان)       | قسمت: «هلیکوپترها»                                        | [ ۸ ] |
| ۲۰۲۴       | کریسمس نشویل با نیت بارگتسی                  | خودش (میزبان)      | ۱ قسمت                                                    | [ ۹ ] |

## جوایز و نامزدی‌ها
| سال  | مراسم      | دسته              | نامزد/اثر              | نتیجه    | منابع  |
| ---- | ---------- | ----------------- | ---------------------- | -------- | ------ |
| ۲۰۲۲ | جوایز گرمی | بهترین آلبوم کمدی | عادی‌ترین آمریکاییِ بزرگ | نامزدشده | [ ۱۰ ] |